# Filippo Nigro
Filippo Nigro es un actor italiano, más conocido por haber interpretado a Fabio Martinelli R.I.S. - Delitti Imperfetti.

## Biografía
Es sobrino de la música de jazz Laura Nigro y es primo segundo de Inés Nigro.
Asistió a la Facultad de Letras de la Universidad de Roma "la Sapienza", donde estudió historia medieval.
En el 2001 Filippo comenzó a salir con la productora Gaia Gardini, más tarde en el 2003 se casaron, la pareja tiene tres hijos Alessandro, Olivia y Claudio Nigro.

## Carrera
En 1994 hizo su debut en la actuación cuando apareció en el cortometraje La Storia Che Segue.
En 1997 apareció en la primera parte de la miniserie La Dottoressa Giò donde interpretó a Paolo, más tarde un año después en 1998 interpretó de nuevo a Paolo esta vez en La Dottoressa Giò 2.
En el 2005 se unió al elenco de la serie italiana R.I.S. - Delitti Imperfetti donde interpretó al Inspector de policía 	Fabio Martinelli hasta el 2007.
En el 2008 participó en la película Un Gioco da Ragazze donde interpretó a Mario Landi. Ese mismo año apareció en la cinta Amore che vieni, Amore che vai donde dio vida a Salvatore, la película se basó del libro "Un Destino Ridicolo" de Fabrizio De André.
En el 2009 apareció en la película Diverso da Chi? donde interpretó a Remo, por su actuación fue nominado a un premio David di Donatello en la categoría de mejor actor secundario.
En el 2010 apareció junto a otros actores y personalidades italianas en el video musical "Casting" del grupo pop-rock-folk-punk Mambassa.
En el 2012 interpretó a Poncio Pilato en la película Barrabás protagonizada por el actor Billy Zane.

## Filmografía

### Películas
| Año  | Título                          | Personaje       | Notas                                                                                     |
| ---- | ------------------------------- | --------------- | ----------------------------------------------------------------------------------------- |
| 2020 | The Book of Vision              |                 | junto a Charles Dance, Lotte Verbeek y Sverrir Gudnason                                   |
| 2014 | La Fuga: The Escape             | Giorgio         | junto a Donatella Finocchiaro, Lisa Ruth Andreozzi & Madellena Halilovic                  |
| 2012 | Barrabás                        | Poncio Pilato   | junto a Billy Zane, Cristiana Capotondi, Anna Valle, Tommaso Ramenghi & Paolo Seganti     |
| 2012 | E la Chiamano Estate            | Mauro           | junto a Irène Jacob, Jean-Marc Barr, Barbora Bobulova & Elio Germano                      |
| 2012 | A.C.A.B.: All Cops Are Bastards | Negro           | junto a Pierfrancesco Favino, Marco Giallini, Andrea Sartoretti & Domenico Diele          |
| 2010 | Dalla Vita In Poi               | Danilo          | junto a Cristiana Capotondi & Carlo Buccirosso                                            |
| 2009 | Oggi Sposi                      | Fabio Di Caio   | junto a Luca Argentero & Moran Atias                                                      |
| 2009 | Tutta la Verità                 | Marco D' Elia   | junto a Vittoria Puccini, Antonio Cupo & Daniele Pecci                                    |
| 2009 | Diverso da Chi?                 | Remo            | junto a Luca Argentero & Claudia Gerini                                                   |
| 2008 | Amore che vieni, Amore che vai  | Salvatore       | junto a Massimo Popolizio, Tosca D'Aquino & Donatella Finocchiaro                         |
| 2008 | Un Gioco da Ragazze             | Mario Landi     | junto a Chiara Chiti, Desirèe Noferini, Nadir Caselli & Chiara Paoli                      |
| 2008 | Amore, Bugie e Calcetto         | Lele            | junto a Giorgio Basile, Giuseppe Battiston, Claudio Bisio, Chiara Mastalli & Andrea Bosca |
| 2007 | Ho Voglia Di Te                 | Marcantonio     | junto a Riccardo Scamarcio & Laura Chiatti                                                |
| 2004 | A Luci Spente                   | Andrea Gautieri | junto a Andrea Di Stefano & Toni Bertorelli                                               |
| 2003 | La finestra di fronte           | Filippo         | junto a Giovanna Mezzogiorno, Raoul Bova, Massimo Poggio & Massimo Girotti                |
| 2002 | L'ultimo Rigore                 | Ruben           | junto a Enzo De Caro & Paola Pessot                                                       |
| 2001 | Le fate ignoranti               | Riccardo        | junto a Margherita Buy, Luca Calvani & Stefano Accorsi                                    |
| 2000 | Prigioniere del Cuore           | -               | junto a Elisabetta Gardini & Nicole Grimaudo                                              |
| 1998 | Donne in Bianco                 | Daniele         | junto a Susana Werner & Danny Quinn                                                       |
| 1994 | La Storia Che Segue             | -               | corto                                                                                     |

### Series de televisión
| Año         | Título                      | Personaje                  | Notas                   |
| ----------- | --------------------------- | -------------------------- | ----------------------- |
| 2017 - 2018 | Suburra - La Serie          | Concejal Amedeo Cinaglia   |                         |
| 2005 - 2007 | R.I.S. - Delitti Imperfetti | Inspector Fabio Martinelli | 29 episodios            |
| 1998        | Il Maresciallo Rocca        | -                          | episodio "Senza Perchè" |
| 1998        | La Dottoressa Giò 2         | Paolo                      | miniserie               |
| 1997        | La Dottoressa Giò           | Paolo                      | miniserie               |
| 1991        | I Ragazzi del Muretto       | -                          | -                       |

### Apariciones (video musical)
| Año  | Cantante/Grupo  | Canción               | Notas                        |
| ---- | --------------- | --------------------- | ---------------------------- |
| 2010 | Mambassa        | Casting               | apareció en el video musical |
| 2003 | Giorgia         | Gocce di memoria      | apareció en el video musical |
| -    | Eros Ramazzotti | Ci parliamo da grandi | apareció en el video musical |

### Teatro
| Año  | Título                | Director                |
| ---- | --------------------- | ----------------------- |
| 2012 | Occidente solitario   | Juan Diego Puerta Lopez |
| -    | Una Bugia della Mente | A. Perfetti             |
| -    | Camere da Letto       | Alan Ayckbourn          |

## Premios y nominaciones
| Año  | Categoría                                         | Premio                                    | Película                     | Resultado |
| ---- | ------------------------------------------------- | ----------------------------------------- | ---------------------------- | --------- |
| 2014 | Best Supporting Actor - International Competition | CinEuphoria Award                         | ACAB - All Cops Are Bastards | Nominado  |
| 2013 | -                                                 | Giffoni Award                             | -                            | Ganador   |
| 2010 | Best Comedic Actor (junto a Luca Argentero)       | Golden Graal Award                        | Oggi sposi & Diverso da chi? | Ganadores |
| 2010 | Best Actor                                        | Taormina Film Fest Award                  | Dalla vita in poi            | Ganador   |
| 2009 | Best Supporting Actor                             | David di Donatello Award                  | Diverso da Chi?              | Nominado  |
| 2009 | Best Male Performance                             | Festival du Cinéma Italien d'Annecy Award | Diverso da Chi?              | Ganador   |
| 2004 | EFP Shooting Star                                 | Berlin International Film Festival Award  | -                            | Ganador   |
| 2003 | Best Actor                                        | Globo d'oro Award                         | La finestra di fronte        | Ganador   |
| 2003 | Best Supporting Actor                             | Silver Ribbon Award                       | La finestra di fronte        | Nominado  |